# Rashad Evans
Pour les articles homonymes, voir Evans.
Rashad Anton Evans, né le 25 septembre 1979 à Niagara Falls dans l'État de New York, est un pratiquant professionnel américain de MMA. Détenteur de plusieurs titres de lutte libre universitaire (dont le championnat national junior en 1998), il s'est petit à petit retiré de ce milieu pour se consacrer au MMA. Il combat au sein de l'UFC dans la catégorie des poids mi-lourds, catégorie dont il a été champion de décembre 2008 à mai 2009.
Il s’entraîne chez les Blackzilians dont il est une des principales vedettes et s’entraîne avec d'autres combattants de renom comme Alistair Overeem, Tyrone Spong ou Anthony Johnson.

## Parcours en MMA

### Débuts
Rashad Evans commence le MMA sous la houlette de Dan Severn, ancien champion de l'UFC à ses débuts et futur membre du Hall of fame de l'organisation. Il prend part et remporte ses premiers combats amateurs au sein de la promotion Dangerzone, dirigée par son nouvel entraineur en 2003. En avril 2004, il réalise ses débuts en tant que professionnel.

### The Ultimate Fighter
Sa carrière à l'UFC commence en 2004, lorsqu'il remporte la finale de l'Ultimate Fighter 2 (émission de téléréalité) en direct à Las Vegas le 5 novembre dans la catégorie des poids lourds.

### Ultimate Fighting Championship

#### Début de parcours sans défaite
Il enchaîne ensuite 8 combats sans défaite (7 victoires et un match nul).

#### Champion des poids mi-lourds de l'UFC
À la suite de son succès face à Chuck Liddell, Rashad Evans est bientôt confirmé comme le prochain combattant à pouvoir disputer sa chance pour le titre des poids mi-lourds de l'UFC par le président de l'organisation, Dana White
Evans affronte donc le champion Forrest Griffin, le 27 décembre 2008, lors de l'UFC 92 à Las Vegas.
La boxe pieds-poings de Griffin lui permet de contrôler les deux premiers rounds du combat. Mais dans le troisième, Evans profite attrape un coup de pied de son adversaire pour l'envoyer au sol. Il envoie alors de nombreux coups de poing depuis la garde de Griffin dos au sol et remporte la victoire par TKO pour devenir le nouveau champion des poids mi-lourds de l'UFC.
Le match est aussi gratifié du bonus du combat de la soirée. 
Avec sa victoire sur Keith Jardine lors de l'UFC 96 en mars 2009, Quinton Jackson, ancien champion de la catégorie, aurait dû hériter de la place de prochain prétendant à la ceinture.
Mais des blessures résultant de cet affrontement l'écarte de la compétition quelque temps et c'est alors Lyoto Machida qui est programmé face au nouveau champion, en tête d'affiche de l'UFC 98 du 23 mai 2009.
Evans ne réussit pas à toucher le Brésilien qui domine les débats. L'Américain se fait même sonner dans la seconde reprise et Machida continue d'envoyer de nombreux coups de poing pour finir par l'emporter par KO.
Evans perd ainsi le titre dès sa première défense.

#### Parcours post-titre
En mai 2009, Rashad Evans et Quinton Jackson sont désignés comme entraîneurs de la 10e saison de l'émission The Ultimate Fighter.
Roy Nelson, membre de l'équipe menée par Evans remporte cette saison dédiée aux poids lourds.
Comme le veut la tradition de l'émission, les deux entraineurs doivent se rencontrer à la fin de la compétition. Cependant, retenu pour jouer le rôle de « Barracuda » dans le film L'Agence tous risques, Jackson est contraint de reporter sa participation à ce match d'abord prévu pour l'UFC 107 du 12 décembre 2009.
Le combat va même jusqu'à être annulé quand Jackson annonce vouloir s'éloigner des MMA en septembre 2009.
Thiago Silva est alors choisi comme le prochain adversaire de Rashad Evans. Les deux hommes prennent la tête d'affiche de l'UFC 108 après la blessure d'Antônio Rodrigo Nogueira prévu pour affronter Cain Velasquez.
Le 2 janvier 2010, Evans entame le combat en utilisant sa lutte pour amener plusieurs fois Silva au sol et ainsi dominer le premier et deuxième round. Silva reprend la main dans la troisième reprise et il est même à deux doigts de mettre KO son adversaire avec quelques frappes puissantes. Mais Evans survit jusqu'au bout du temps limite et remporte finalement le match par décision unanime (29-28, 29-28, 29-28).
Promis à un affrontrement avec Quinton Jackson, de retour dans les MMA, en cas de victoire, le match est bientôt confirmé comme combat principal de l'UFC 114 du 29 mai 2010, après avoir été un temps envisagé pour l'UFC 113.
Un coup de poing puissant fait tressailir Jackson dès le premier round. Evans profite ensuite de son avantage en vitesse et en lutte pour éviter les coups de son adversaire et l'amener au sol à plusieurs reprises. Même s'il se fait encore surprendre au troisième round par une bonne combinaison de coups de poing, il remporte ce combat par décision unanime (30-27, 30-27, 29-28).
Cette nouvelle victoire, lui permet d'être désigné, début 2011, comme le prochain prétendant au titre face à l'actuel champion, Maurício Rua. Le combat est alors prévu pour l'UFC 128 du 19 mars.
Cependant, il se blesse au genou avant cette échéance et l'organisation propose cette chance à Jon Jones, un de ses partenaires d'entrainement chez Greg Jackson. La nouvelle est annoncée par le commentateur Joe Rogan après la victoire de Jones sur Ryan Bader lors de l'UFC 126, le 5 février 2011. Cette annonce surprend un peu l'intéressé et les spectateurs mais le combat est bientôt confirmé.
À ce moment, Evans confie ne pas vouloir affronter Jones si celui-ci venait à remporter la ceinture des poids mi-lourds, quitte à devoir changer de catégorie de poids.
Cependant, à l'approche de l'UFC 128, le président de l'organisation annonce qu'Evans devrait être le prochain à avoir sa chance pour le titre face au vainqueur du match entre Rua et Jones. Il envisage alors aussi un changement de camp d'entrainement si son partenaire venait à l'emporter.
Et c'est finalement le choix qu'il fait quand Jon Jones devient le nouveau champion, et forme une nouvelle équipe rapidement baptisée Blackzilians.
Comme prévu, la première défense de titre de Jones est programmé face à Rashad Evans. Mais une blessure à la main du champion écarte cette possibilité et c'est Phil Davis qui est d'abord choisi comme remplaçant.
Ce dernier se blesse à son tour et c'est finalement Tito Ortiz qui fait face à Evans, pour son retour dans la compétition après une pause forcée de plus d'une année, en combat principal de l'UFC 133, le 6 août 2011.
En juillet 2007, une première rencontre entre les deux combattants s'était achevé par une égalité alors qu'un point avait été retiré à Ortiz pour s'être accroché à la cage. Ce dernier sort de plus d'une rapide victoire face à Ryan Bader lors de l'UFC 132 ayant eu lieu seulement trois semaines auparavant. Mais Ortiz s'incline par TKO dans le deuxième round. Après une première reprise engagée, Ortiz encaisse un coup de genou en tentant de se relever, puis quelques coups de poing avant que l'arbitre n'arrête le match pour déclarer Evans vainqueur par TKO.
En octobre 2011, la rumeur veut que la confrontation entre Evans et Jones fasse la vedette de l'UFC 140, le 10 décembre prochain. Seulement, une nouvelle blessure d'Evans offre finalement cette chance à Lyoto Machida.
Rashad Evans revient à la compétition, le 28 janvier 2012, en combat principal de l'UFC on Fox 2, pour affronter Phil Davis
Evans parvient à contrôler la lutte, point fort de son adversaire et domine Davis, jusque-là pourtant invaincu, dans toutes les phases du combat. Il obtient alors la victoire par décision unanime, les trois juges le donnant vainqueur des cinq rounds du match

#### Nouvelle chance de titre
Jon Jones a entre-temps défendu avec succès sa ceinture face à Quinton Jackson et Lyoto Machida. À la suite du dernier succès d'Evans, la confrontation attendue pour le titre des poids mi-lourds de l'UFC est enfin programmée en tête d'affiche de l'UFC 145.
La querelle publique entre ces deux anciens amis s'intensifie à l'approche de cette date et les deux hommes se rencontrent enfin dans l'Octogone le 21 avril 2012, à Atlanta. Jones cherche à contrôler le combat, en profitant notamment de son allonge et réussit à contenir son adversaire tout en envoyant plus de coups significatifs. Evans perd alors ce match par décision unanime.
Même s'il évoque la possibilité d'un passage chez les poids moyens,
Evans accepte ensuite d'affronter Antônio Rogério Nogueira lors de l'UFC 156, le 2 février 2013 à Las Vegas.
Considéré comme favori pour ce combat, il trébuche pourtant à nouveau, incapable de contrer la boxe du Brésilien qui l'emporte par décision unanime.
C'est ensuite face à Dan Henderson, lutteur émérite et vétéran des MMA, qu'il continue son parcours. D'abord prévu en tant que second combat principal de l'UFC 161, le match est propulsé en haut de l'affiche quand le champion intérimaire des poids coqs, Renan Barão, se retire pour cause de blessure. Malgré son nouveau statut, le combat reste prévu en trois rounds au lieu des cinq attendus pour le combat principal d'un événement UFC. Rashad Evans retrouve le chemin de la victoire ce 15 juin 2013, malgré un premier round à l'avantage de son adversaire. Le second est plus contesté et Evans domine un Henderson essoufflé dans le troisième et dernier round. Les juges donnent alors Evans vainqueur par décision partagée (29-28, 29-28, 28-29).
Chael Sonnen, de retour chez les poids-mi-lourds, est son adversaire suivant lors du second combat principal de l'UFC 167, le 16 novembre 2013.
Evans domine cette fois-ci les débats et après quelques minutes de pression sur la cage, il emmène Sonnen au sol pour travailler en ground and pound une fois la position montée acquise. Il remporte alors le match par TKO en un peu plus quatre minutes.

#### Blessures et retour à la compétition
Il devait de nouveau se retrouver face à un lutteur expérimenté en la personne de Daniel Cormier pour son prochain match, accueillant celui-ci pour son premier combat dans la catégorie de poids inférieure. D'abord prévu comme combat principal de l'UFC 170 du 22 février 2014,
il se fait d'abord voler la vedette par la défense du titre poids coqs féminins,
et se voit même finalement annulé quand Evans se blesse à dix jours de l'échéance.
Cette blessure au genou nécessite une opération chirurgicale et il est alors prévu qu'elle devrait le tenir éloigné de l'Octogone pendant au moins six mois.
Fin octobre 2014, son retour est programmé face à Alexander Gustafsson pour le 24 janvier 2015.
Mais ce retour s'avère prématuré et le rendez-vous est annulé.

## Palmarès en MMA
| 26 combats     | 19 victoires | 6 défaites |
| Par KO         | 7            | 2          |
| Par soumission | 2            | 0          |
| Sur décision   | 10           | 4          |
| Égalités       | 1            | 1          |

| Résultat | Record | Adversaire               | Méthode                               | Événement                                                  | Date              | Round | Temps | Lieu                                    | Notes                                                                            |
| -------- | ------ | ------------------------ | ------------------------------------- | ---------------------------------------------------------- | ----------------- | ----- | ----- | --------------------------------------- | -------------------------------------------------------------------------------- |
| Défaite  | 19-6-1 | Dan Kelly                | Décision partagée                     | UFC 209: Woodley vs. Thompson II                           | 4 mars 2017       | 3     | 5:00  | Las Vegas, Nevada, États-Unis           |                                                                                  |
| Défaite  | 19-5-1 | Glover Teixeira          | TKO (coups de poing)                  | UFC on Fox: Teixeira vs. Evans                             | 16 avril 2016     | 1     | 1:48  | Tampa, Floride, États-Unis              |                                                                                  |
| Défaite  | 19-4-1 | Ryan Bader               | Décision unanime                      | UFC 192: Cormier vs. Gustafsson                            | 3 octobre 2015    | 3     | 5:00  | Houston, Texas, États-Unis              |                                                                                  |
| Victoire | 19-3-1 | Chael Sonnen             | TKO (coups de poing)                  | UFC 167: St-Pierre vs. Hendricks                           | 16 novembre 2013  | 1     | 4:05  | Las Vegas, Nevada, États-Unis           |                                                                                  |
| Victoire | 18-3-1 | Dan Henderson            | Décision partagée                     | UFC 161: Evans vs. Henderson                               | 15 juin 2013      | 3     | 5:00  | Winnipeg, Manitoba, Canada              |                                                                                  |
| Défaite  | 17-3-1 | Antônio Rogério Nogueira | Décision unanime                      | UFC 156: Aldo vs. Edgar                                    | 2 février 2013    | 3     | 5:00  | Las Vegas, Nevada, États-Unis.          |                                                                                  |
| Défaite  | 17-2-1 | Jon Jones                | Décision unanime                      | UFC 145: Jones vs. Evans                                   | 21 avril 2012     | 5     | 5:00  | Atlanta, Géorgie, États-Unis.           | Pour le titre des poids mi-lourds de l'UFC.                                      |
| Victoire | 17-1-1 | Phil Davis               | Décision unanime                      | UFC on Fox: Evans vs. Davis                                | 28 janvier 2012   | 5     | 5:00  | Chicago, Illinois, États-Unis.          |                                                                                  |
| Victoire | 16-1-1 | Tito Ortiz               | TKO (coup de genou et coups de poing) | UFC 133: Evans vs. Ortiz                                   | 6 août 2011       | 2     | 4:48  | Philadelphie, Pennsylvanie, États-Unis. | Combat de la soirée.                                                             |
| Victoire | 15-1-1 | Quinton Jackson          | Décision unanime                      | UFC 114: Rampage vs. Evans                                 | 29 mai 2010       | 3     | 5:00  | Las Vegas, Nevada, États-Unis.          |                                                                                  |
| Victoire | 14-1-1 | Thiago Silva             | Décision unanime                      | UFC 108: Evans vs. Silva                                   | 2 janvier 2010    | 3     | 5:00  | Las Vegas, Nevada, États-Unis           |                                                                                  |
| Défaite  | 13-1-1 | Lyoto Machida            | KO (coups de poing)                   | UFC 98: Evans vs. Machida                                  | 23 mai 2009       | 2     | 3:57  | Las Vegas, Nevada, États-Unis           | Perd le titre des poids mi-lourds de l'UFC.                                      |
| Victoire | 13-0-1 | Forrest Griffin          | TKO (coups de poing)                  | UFC 92: The Ultimate 2008                                  | 27 décembre 2008  | 3     | 2:46  | Las Vegas, Nevada, États-Unis           | Remporte le titre des poids mi-lourds de l'UFC. Combat de la soirée.             |
| Victoire | 12-0-1 | Chuck Liddell            | KO (coup de poing)                    | UFC 88: Breakthrough                                       | 6 septembre 2008  | 2     | 1:51  | Atlanta, Géorgie, États-Unis            | KO de la soirée                                                                  |
| Victoire | 11-0-1 | Michael Bisping          | Décision partagée                     | UFC 78: Validation                                         | 17 novembre 2007  | 3     | 5:00  | Newark, New Jersey, États-Unis          |                                                                                  |
| Égalité  | 10-0-1 | Tito Ortiz               | Égalité unanime                       | UFC 73: Stacked                                            | 7 juillet 2007    | 3     | 5:00  | Sacramento, Californie, États-Unis      | Tito Ortiz est pénalisé d'un point pour s’être accroché à la grille.             |
| Victoire | 10-0   | Sean Salmon              | KO (coup de pied à la tête)           | UFC Fight Night: Evans vs. Salmon                          | 25 janvier 2007   | 2     | 1:06  | Hollywood, Californie, États-Unis       | KO de la soirée                                                                  |
| Victoire | 9-0    | Jason Lambert            | KO (coups de poing)                   | UFC 63: Hughes vs Penn                                     | 23 septembre 2006 | 2     | 2:22  | Anaheim, Californie, États-Unis         |                                                                                  |
| Victoire | 8-0    | Stephan Bonnar           | Décision majoritaire                  | UFC Ultimate Fight Night 5                                 | 28 juin 2006      | 3     | 5:00  | Las Vegas, Nevada, États-Unis           |                                                                                  |
| Victoire | 7-0    | Sam Hoger                | Décision partagée                     | UFC Ultimate Fight Night 4                                 | 6 avril 2006      | 3     | 5:00  | Las Vegas, Nevada, États-Unis           | Retour en poids mi-lourds                                                        |
| Victoire | 6-0    | Brad Imes                | Décision partagée                     | The Ultimate Fighter: Team Hughes vs. Team Franklin Finale | 5 novembre 2005   | 3     | 5:00  | Las Vegas, Nevada, États-Unis           | Remporte la finale de The Ultimate Fighter 2 dans la catégorie des poids lourds. |
| Victoire | 5-0    | Jaime Jara               | Décision unanime                      | GC 27: FightFest 2                                         | 3 juin 2004       | 3     | 5:00  | Colusa, Californie, États-Unis          | Remporte le tournoi des poids mi-lourds du Gladiator Challenge.                  |
| Victoire | 4-0    | Hector Ramirez           | Décision unanime                      | GC 27: FightFest 2                                         | 3 juin 2004       | 2     | 5:00  | Colusa, Californie, États-Unis          |                                                                                  |
| Victoire | 3-0    | Bryan Pardoe             | TKO (coups de poing)                  | GC 26: FightFest 1                                         | 2 juin 2004       | 1     | 3:24  | Colusa, Californie, États-Unis          |                                                                                  |
| Victoire | 2-0    | David Anderson           | Soumission (coups de poing)           | Dangerzone: Cage Fighting                                  | 10 avril 2004     | 1     | 3:09  | Osceola, Iowa, États-Unis               |                                                                                  |
| Victoire | 1-0    | Dennis Reed              | Soumission (étranglement anaconda)    | Dangerzone: Cage Fighting                                  | 10 avril 2004     | 1     | 0:50  | Osceola, Iowa, États-Unis               |                                                                                  |

## Filmographie
- 2021 : Boss Level de Joe Carnahan : l'un des « jumeaux allemands »